# Fernando Prieto
Fernando Prieto Martínez (1933-Madrid, 2006) fue un politólogo español, profesor de Historia de las Ideas Políticas y primer director del Centro de Estudios Políticos y Constitucionales.

## Biografía
Nacido en 1933, su carrera como docente, vinculada en sus primeros años a su condición de miembro de la Compañía de Jesús, dio un giro en la década de 1970 al incorporarse al grupo de historiadores del pensamiento político que colaboraba con Luis Díez del Corral: Dalmacio Negro, Juan Trías, Joaquín Abellán, José Álvarez Junco, Carmen Iglesias y Antonio Elorza.
En 1974 Fernando Prieto obtuvo la plaza de profesor adjunto, luego titular, de Historia de las Ideas y las Formas Políticas en la Facultad de Ciencias Políticas y Sociología de la Universidad Complutense de Madrid, consolidando una trayectoria como investigador que sólo se vio interrumpida cuando Adolfo Suárez le designó para la difícil tarea de convertir una institución tradicional del franquismo, tan cargada de logros como de sesgo ideológico, en un centro de análisis politológicos encargado de preparar la democracia.
El antiguo Instituto de Estudios Políticos se convirtió así en el Centro de Estudios Políticos y Constitucionales, del cual Fernando Prieto fue fundador y primer director.
Al dejar el cargo, Fernando Prieto regresó al trabajo académico, siempre con mayor énfasis en la investigación que en la docencia. Entre sus trabajos monográficos destaca el estudio sobre el pensamiento de Séneca ("El pensamiento político de Séneca"), realizando asimismo una aportación notable al estudio de Hegel ("El pensamiento político de Hegel").
Su mayor obra fue la "Historia de las Formas y las Ideas Políticas", emulando, e incluso plagiando parte de la obra de Sabine, en siete tomos, sobre la que elaboró un resumen de mil páginas con finalidad pedagógica, acompañada de otro tomo con una selección de textos históricos. Sobre la base de estos manuales daba clases de Teorías y Formas Políticas en la Facultad de Ciencias Políticas y Sociología de la UCM al estilo seminario, con grupos reducidos.
Fue el presidente e impulsor de la Coordinadora Estatal para la Reforma de la Ley Electoral (CERLE) con el fin de profundizar y avanzar hacia una democracia más directa y participativa de todos los ciudadanos, favoreciendo el control de sus representantes en las instituciones. La propuesta de reforma de Ciudadanos para la Democracia se basan en establecer: un voto uninominal, con distritos plurinominales, con un sistema de voto transferible, en donde los representantes tengan un voto desigual en función del número de votos que obtuviese.
Falleció en Madrid en 2006, víctima de una dolencia cardíaca siendo profesor emérito y justo cuando acaba de publicar el último tomo de su obra en la que colaboraron antiguos alumnos como Luis Bouza o José Daniel Aliseda. Donó toda su biblioteca personal y todos sus legajos sobre las investigaciones realizadas a la Biblioteca de la Facultad de Ciencias Políticas y Sociología, a la que realizaba periódicamente numerosas aportaciones bibliográficas.
- Datos: Q5444883